# Катарина Живковић
Катарина Живковић (Лесковац, 2. јул 1989) српска је певачица. Истакла се као такмичарка треће сезоне певачког такмичења Звезде Гранда (2007). Победница је треће сезоне ријалити-такмичења Фарма (2010). Издала је три студијска албума: Лудо срце (2013), Порок (2017) и Куртизана (2024).

## Биографија
Живковићева је рођена 2. јула 1989. године у Лесковцу, где је завршила Основну школу „Вожд Карађорђе” и средњу медицинску школу. Раније, као дете, желела је да ради у здравству као њена мајка, али тек касније одлучује да постане певачица. Током првог разреда средње школе је почела да игра фолклор. Са шеснаест година је први пут певала на свадби, где је добила позитивне критике.

### Каријера

#### 2005—2008: Почетак каријере иЗвезде Гранда
Живковићева започиње своју музичку каријеру 2005. године, када се пријавила за музичко такмичење Звезде Гранда, али није прошла у ужи круг. Поново је учествовала у такмичењу 2007. године, где је била једна од десет певача који су добили песму и уговор од издавачке куће Гранд. Катаринину песму је урадио Бане Опачић, под насловом Кад те не волим. Након тога, сели се у Београд, где је морала да усклади музичку каријеру са школским обавезама.

#### 2008—2013: Синглови иФарма
Живковићев је 2008. године објавила песму Чуваћу твоју слику. Наредне године, снимила је дует Може црни, може плави са Силвијом Недељковић. На компилацијама музичке издавачке куће Гранд Хитови за сва времена је отпевала хитове као што су Долетеће бели голуб и Црне косе.
Наступила је на фестивалу Гранд фестивал 2010. баладом Саше Милошевића Марета Ако се растанемо једном. Исте године, постала је учесница ријалити-шоуа Фарма, где осваја прво место и награду од 50.000 евра.
Године 2011. објавила је синглове Ко ме зна и Љубав које је добила од дечка Бранислава Јанковића на поклон. Наредне године је промовисала синглове Ово је земља Србија, Да ми је и дует Слажи ме још једном са Радетом Давидовићем. Појавила се на фестивалу Гранд фестивал 2012. и промовисала песму Девет месеци.

#### 2013—2017:Лудо срце
Живковићева је 2013. године објавила свој дебитантски албум, Лудо срце, за Гранд. Наредне године објавила је дуете Да заборавим и Љуби ме. На фестивалу Гранд фестивал 2014. је извела песму Тотално са Елвиром Узуновићем.
Године 2015. је објавила сингл Истина и дуете Верујем у љубав, Недоступан корисник и Да си моја. Наредне године је промовисала песме Џокер и Ради ме бол.

#### 2017—данас:ПорокиКуртизана
Живковићева је 2017. године објавила свој други студијски албум, Порок, такође за Гранд. Албум Куртизана је издала 2024. године.

## Дискографија
Студијски албуми
- Лудо срце (2013)
- Порок (2017)
- Куртизана (2024)

### Синглови
- Кад те не волим (2007. г.)
- Чуваћу твоју слику (2008. г.)
- Може црни, може плави /дует: Силвија Недељковић/ (2009. г.)
- Ако се растанемо једном /III Гранд фестивал/ (2010. г.)
- Ко ме зна (2011. г.)
- Љубав (2011. г.)
- Ово је земља Србија (2012. г.)
- Слажи ме још једном /дует: Раде Давидовић/ (2012. г.)
- Девет месеци /IV Гранд фестивал/ (2012. г.)
- Да ми је (2012. г.)
- Желим те /дует: Dj Erke & / (2013. г.)
- Љуби ме /дует: DJ Mateo & SHA/ (2014. г.)
- Да заборавим (2014. г.)
- Дао би се кладит /дует са Оливером Драгојевићем Гранд фестивал 2014./ (2014. г.)
- Лудило /дует: Ella/ (2014. г.)
- Верујем у љубав /дует: DJ Mateo/ (2015. г.)
- Истина (2015. г.)
- Недоступан корисник /дует: MC INA/ (2015. г.)
- Ради ме бол (2016. г.)
- Џокер (2016. г.)
- Истина (2016. г.)
- Тајни знак (2020. г.)
- Не јављајте (2020. г.)
- Богат живот скупа казна (2021. г.)
- Бараба (2022. г.)
- Мама (2024. г.)

### Музички спотови
| Спот                    | Година       | Режисер         |
| ----------------------- | ------------ | --------------- |
| Љубав                   | 2011. година | Алес Белак      |
| Слажи ме још једном     | 2012. година | Душан Петровић  |
| Девет месеци            | 2012. година | Goran Korceba   |
| Лудо срце               | 2013. година | Ведад Јашаревић |
| Желим те                | 2013. година | Бојан Андрејек  |
| Ноћно лудило            | 2013. година | Дејан Милићевић |
| Да ми је                | 2013. година | Дејан Марковић  |
| Љуби ме                 | 2014. година | Ведад Јашаревић |
| Лудило                  | 2014. година | Андреј Илић     |
| Верујем у љубав         | 2015. година | Ведад Јашаревић |
| Недоступан корисник     | 2015. година |                 |
| Ради ме бол             | 2016. година | Ведад Јашаревић |
| Џокер                   | 2016. година | Ведад Јашаревић |
| Истина                  | 2017. година | Љуба Радојевић  |
| Може ти се може         | 2017. година | Љуба Радојевић  |
| Гори све                | 2017. година |                 |
| Ти ме не видиш          | 2017. година |                 |
| Кајем се                | 2017.година  | Љуба Радојевић  |
| Браво срећо, браво      | 2017. година |                 |
| Јаче од живота          | 2017. година | Љуба Радојевић  |
| Порок                   | 2017. година | Љуба Радојевић  |
| Заклели се              | 2018. година |                 |
| Сијам                   | 2019. година |                 |
| Клан                    | 2019. година | Марко Арсић     |
| Тајни знак              | 2020. година | Марко Арсић     |
| Не јављајте             | 2020. година | Љуба Радојевић  |
| Богат живот скупа казна | 2021. година | Марко Арсић     |
| Бараба                  | 2022. година | Марко Арсић     |
| Волим те и превише      | 2022. година | Ведад Јашаревић |
| Мама                    | 2024. година |                 |
| Куртизана               | 2024. година |                 |
| Паника                  | 2024. година |                 |
| Моја правила            | 2024. година |                 |
| Хо хо                   | 2024. година |                 |
| Анђеле мој мали         | 2024. година |                 |
| Можеш да ми будеш ћале  | 2024. година |                 |
| Нормално                | 2024. година |                 |
| Дупликат                | 2024. година |                 |
| Алал вера               | 2024. година |                 |